# ناحیه باری، میشیگان
ناحیه باری (به انگلیسی: Barry Township) یک منطقهٔ مسکونی در ایالات متحده آمریکا است که در شهرستان بری، میشیگان واقع شده‌است.
 ناحیه باری ۹۴٫۵ کیلومتر مربع مساحت و ۳٬۳۷۸ نفر جمعیت دارد و ۲۸۴ متر بالاتر از سطح دریا واقع شده‌است.